# Ilkeston
Ilkeston – miasto w środkowej Anglii, w hrabstwie Derbyshire, położone na zachodnim brzegu rzeki Erewash. W 2001 r. miasto to zamieszkiwało 37 550 osób.
Urodził się tu Robert Lindsay – brytyjski aktor, znany z roli w serialach komediowych.

## Miasta partnerskie
- Châlons-en-Champagne